# Epsilogaster williami
Epsilogaster williami is een insect dat behoort tot de orde vliesvleugeligen (Hymenoptera) en de familie van de schildwespen (Braconidae). De wetenschappelijke naam van de soort werd voor het eerst geldig gepubliceerd door Figueroa, Lopez & Valerio in 2004.